# Стреймин (мост)
Мост Стреймин (фар. Brúgvin um Streymin) — автомобильный мост на Фарерских островах, соединяющий два самых больших и населённых острова архипелага ― Стреймой и Эстурой. Пересекает пролив Сундини. Расположен между деревнями Несвуйк и Нордскали.
Стреймин является частью автодороги № 10, идущей от Торсхавна до Клаксвуйка. На обоих берегах пролива имеются дорожные развязки на трассы, ведущие в Айи и Чёднувуйк. Мост имеет две автомобильные полосы и узкую велопешеходную дорожку.
Строительство моста началось в 1970 году, а его открытие состоялось 30 октября 1973 года. До этого между островами ходил паром. В 2011 году по мосту в среднем проезжало 4497 автомобилей в день. Это число сократилось вдвое после открытия Eysturoyartunnilin в декабре 2020 года.
Стреймин в шутку называют «мостом через Атлантику», так как пролив, который он пересекает, относится к бассейну Атлантического океана.